# Cefn Druids A.F.C.
Ruabon Druids F.C. (wal. Clwb Pêl-droed Derwyddon Cefn Newi) – walijski klub piłkarski z miasteczka Ruabon, położonym niedaleko Wrexham.
Druids byli pierwszym walijskim klubem, który zagrał w turnieju o Puchar Anglii; triumfował ośmiokrotnie w Pucharze Walii.
Mecze rozgrywali na Wynnstay Park. Tradycyjnymi strojami zespołu były białe koszulki, czarne spodenki oraz czerwono-czarne lub czarne skarpetki.

## Historia
Klub powstał w 1869 roku jako Plasmadoc F.C z inicjatywy Davida Thomsona i jego brata George`a. Trzy lata później Plasmadoc F.C. połączył się, za pośrenidctwem Llewelyna Kenricka, z Ruabon Rovers F.C. i Ruabon Volenteers F.C tworząc Ruabon Druids F.C.; występowali wówczas na Plasmadoc Ground.
W marcu 1876 w Ruabon, Llewelyn Kenrick założył Walijski Związek Piłkarski (ang. Football Association of Wales) i już niebawem, 25 marca Walia rozegrała pierwszy międzypaństwowy mecz ze Szkocją. Kenrick wystąpił w tym spotkaniu na pozycji obrońcy.
W tym samym roku Druids przystąpili do rozgrywek o Puchar Anglii. Walijska drużyna wylosowała w pierwszej rundzie angielski zespół Shropshire Wanderers ale wycofała się z turnieju. W 1877 ponownie wylosowali Shropshire, tym razem wygrywając 1:0. W tej edycji Pucharu Druids dotarli do 3. rundy ulegając drużynie Royal Engineers 0:8.
W sezonie 1877/78 odbyła się pierwsza edycja Pucharu Walii, do której przystąpili również Druids, grając w historycznym, pierwszym meczu z Newton; ostatecznie osiągnęli finał tych rozgrywek. Na stadionie Acton Park ulegli Wrexham 0:1.
Po śmierci David Thomsona w 1878 roku, Druids przestali występować na Plasmadoc Ground. W efekcie klub wycofał się z kolejnej edycji Pucharu Walii. Niemożność występowania na własnym stadionie spowodowała, iż z drużyny odeszło wielu piłkarzy, w tym Kenrick. Niebawem jednak zespół dostał pozwolenie na występy od właścicieli terenów, na którym znajdował się stadion Wynnstay Park. Piłkarzom Druids służył przez następne 40 lat. Dzięki temu klub mógł znów przystąpić do rozgrywek o Puchar Walii. W latach 1879–86 The Ancients docierali do finału, wygrywając pięciokrotnie. Osiągnęli także piątą rundę Pucharu Anglii w sezonie 1882/83, a rok później czwartą. Po siedmiu latach sukcesów w walijskim futbolu, klub zaczął odczuwać skutki przejścia piłkarzy na profesjonalizm. Do sezonu 1892/93 klub nie doszedł dalej jak do 2. rundy Pucharu Walii.
W sezonie 1897/98 Druids wstąpili do rozgrywek The Combination i pozostali w nich przez trzy lata. W 1898 klub wygrał po raz szósty Puchar Walii; rok później ponownie triumfował w tym turnieju. W sezonach 1899/1900 i 1900/01 awansował do finału, a w 1904 roku wywalczył to trofeum po raz ósmy.
Na początku XX wieku stadion Wynnstay Park Ground wymagał renowacji, jednak narastające kłopoty finansowe klubu nie pozwoliły na jej przeprowadzenie. Wraz z wybuchem I wojny światowej wszystkie rozgrywki zawieszono do roku 1920. Po wojnie Druids opuścili Wynnstay Park i połączyli się z Rhosymedre F.C tworząc Rhosymedre Druids F.C., którzy grali na Church Field w Rhosymedre. Pomimo tego klub dalej borykał się z problemami finansowymi i niebawem doszło do kolejnej fuzji, z Acrefair United F.C., w wyniku czego powstał Druids United. W 1992 roku klub połączył się z Cefn Albion F.C., tworząc Cefn Druids F.C, który kontynuuje tradycje starego klubu; w sezonie 2013/14 występował w Cymru Alliance, profesjonalnej 2. lidze walijskiej, z której uzyskał awans do Welsh Premier League.

## Sukcesy
- Liga Walijska – 1890/91, 1892/93, 1896/97 – mistrzowie
- Puchar Walii – 1879/80, 1880/81, 1881/82, 1884/85, 1885/86, 1897/98, 1898/99, 1903/04 – zwycięzcy
- Puchar Walii Drużyn Amatorskich – 1902/03 – zwycięzcy

## Europejskie puchary
Legenda do wszystkich tabel:
- Q – runda eliminacyjna, 1/16, 1/8, 1/4, 1/2 – odpowiednia faza rozgrywek, Grupa – runda grupowa, 1r gr – pierwsza runda grupowa, 2r gr – druga runda grupowa, F – finał, R – runda, PO – play-off
- k. – rzuty karne, los. – losowanie, Dogr. – dogrywka, w. – zasada bramek strzelonych na wyjeździe

| Sezon   | Rozgrywki   | Runda | Klub                 | Dom | Wyjazd | Ogólnie |
| ------- | ----------- | ----- | -------------------- | --- | ------ | ------- |
| 2012/13 | Liga Europy | 1Q    | Myllykosken Pallo-47 | 0–0 | 0–5    | 0–5     |
| 2018/19 | Liga Europy | PQ    | Trakai               | 1–1 | 0–1    | 1–2     |